# Ruoholuodot (ö i Joensuu)
Ruoholuodot är en ö i Finland. Den ligger i sjön Sysmäjärvi och i kommunen Outokumpu i den ekonomiska regionen  Joensuu ekonomiska region  och landskapet Norra Karelen, i den sydöstra delen av landet, 300 km nordost om huvudstaden Helsingfors. Öns area är 1,7 hektar och dess största längd är 200 meter i öst-västlig riktning.  Notera att namnet antyder att det är fråga om flera öar.